# Acacia bucheri
Vachellia bucheri là một loài rau đậu thuộc họ Fabaceae.
Loài này chỉ có ở Cuba.